# Virilista
Virilista (někdy taky virilní hlas) (z latinského virilis od vir – muž; v angličtině se místo toho používá latinský výraz ex officio) je osoba zastávající nějakou funkci, úřad z titulu jiné funkce. Podobně jako kooptace je existence virilistů v podstatě nedemokratická a v moderních demokraciích se příliš nevyužívá.
Smysl však může mít v orgánu, kde je z hlediska podstaty jejich fungování přínosná přítomnost funkcionářů, jejichž funkce a náplň práce v jiných orgánech je blízká a přínosná rovněž pro fungování tohoto orgánu.
Používá se zpravidla ve společenských organizacích, církvích a podobných institucích, které nejsou primárně postaveny na demokratických principech.

## Příklady

### Historické
- čeští arcibiskupové, biskupové a rektoři české i německé části Univerzity Karlovy i obou technických univerzit byli do roku 1918 členy českého zemského sněmu
- členem obecního zastupitelstva býval do roku 1918 největší daňový poplatník v obci (podle některých pramenů ten, kdo platil nejmíň 1/6 přímých daní v obcí předepsaných); František Josef I. tak údajně formálně byl členem zastupitelstva Hostivic [1]
- základním orgánem tzv. municipií v meziválečném Maďarsku byl tzv. municipiální výbor, jehož delegáti byli napůl voleni, z druhé poloviny to byli virilisti - občani platící nejvyšší daně

### Aktuální
- ministr vnitra je z titulu své funkce i předsedou Státní volební komise
- předseda a místopředsedové Poslanecké sněmovny PČR automaticky zastávají tytéž funkce v Organizačním výboru Sněmovny
- předsedové parlamentních klubů ODS jsou automaticky členy Grémia ODS (podobně je to i u řady dalších politických stran)
- předsedové krajských organizací Strany zelených jsou automatickými členy nejvyššího orgánu strany mezi sjezdy – Republikové rady
- francouzský prezident jako hlava francouzského státu je rovněž jako virilista spolu s urgelským biskupem jedním ze dvou titulárních spoluknížat Andorrského knížectví, povinnosti spojené s touto funkcí vykonává prezidentův osobní zástupce v Andoře